# Welcome to Diverse City
Welcome to Diverse City é o terceiro álbum do cantor Toby McKeehan, lançado a 5 de Outubro de 2004.
As músicas deste disco falam da tolerância racial na sociedade e o desejo de conhecer melhor Deus. Participam neste disco outros artistas cristãos, tais como Bootsy Collins, Coffee dos GRITS, DJ Maj, Papa San, Paul Wright, Superchick, T-Bone, Michael Tait e Kevin Max (dc Talk).
O disco teve vendas de 21 mil cópias na primeira semana. Atingiu o nº 54 da Billboard 200 e o nº 3 do Top Christian Albums.

## Faixas
1. "Hey Now" – 3:44
2. "Catchafire (Whoopsi-Daisy)" – 3:24
3. "The Slam" – 3:19
4. "Poetically Correct" – 0:56
5. "Atmosphere" – 4:07
6. "Gone" – 3:27
7. "TruDog: The Return" – 2:22
8. "Diverse City" – 3:56
9. "Stories (Down to the Bottom)" – 4:40
10. "Getaway Car" – 4:27
11. "Burn for You" – 3:49
12. "Fresher Than a Night at the W" – 0:48
13. "Ill-M-I" – 3:29
14. "Phenomenon" – 5:19
15. "Gotta Go" – 2:48
16. "Atmosphere" (Remix) (feat. dc Talk) – 4:37